# Aleksandr Gazov
Aleksandr Gazov (en russe : Александр Васильевич Газов), né le 17 juin 1946 dans le raïon d'Istrinsky, est un tireur sportif soviétique.
Il remporte le titre olympique sur 50 m cible mobile en 1976 ainsi que la médaille de bronze en 1980.